# Muzeum Białoruskie w Wilnie
Muzeum Białoruskie im. Iwana Łuckiewicza w Wilnie (biał. Віленскі беларускі музей імя Івана Луцкевіча, Wilenski biełaruski muziej imia Iwana Łuckiewicza) – białoruska placówka naukowo-kulturalna mieszcząca się w latach 1921-45 w Wilnie przy Ostrobramskiej 9 – wraz z Białoruskim Towarzystwem Naukowym i Gimnazjum tworzyła centrum życia społecznego wileńskich Białorusinów w okresie II Rzeczypospolitej. 
Muzeum zostało powołane w 1921 roku. Na cześć zmarłego w 1919 roku działacza odrodzenia białoruskiego otrzymało imię Iwana Łuckiewicza. Na siedzibę placówki obrano klasztor Bazylianów w Wilnie przy ul. Ostrobramskiej 9 (Budynek z pamiętną Celą Konrada). 

## Zbiory
Eksponaty pochodziły głównie z kolekcji zmarłego przedwcześnie Iwana Łuckiewicza, który w testamencie przekazał je muzeum. W posiadaniu placówki znajdowały się m.in.:
- Statut Wielkiego Księstwa Litewskiego z 1588 roku z drukarni Mamoniczów,
- Ewangelie Nowogródzkie z końca XIV wieku,
- Al-Kitab,
- książki drukowane w języku białoruskim w Iwiu, Wilnie, Supraślu, Nieświeżu i Słucku.
- Triad cwietnaja (1491, Kraków),
- fragment biblii praskiej Franciszka Skaryny z 1517 roku.

W skład kolekcji bibliotecznej wchodziło ok. 14 tys. tomów druków starych i współczesnych.

## Współpracownicy
Na czele placówki stał brat Iwana Łuckiewicza, Anton. Jej bieżącymi pracami kierowali kolejno: Marian Pieciukiewicz (1904-83) i Janka Szutowicz (1904-73). Muzeum zarządzała Rada Muzealna jako sekcja Białoruskiego Towarzystwa Naukowego. 
Muzeum zostało zlikwidowane pod koniec 1944 roku. Ta część kolekcji, która nie została zagrabiona podczas działań wojennych, została rozdzielona między różne placówki na terenie ZSRR (m.in. Muzeum Akademii Nauk Litewskiej SRR), niektóre cenne obiekty znajdują się na Białorusi.